# Gulgong
Gulgong – miasto w Australii, w stanie Nowa Południowa Walia.